# Фарібурз I
Фарібурз I (д/н — 1096) — 16-й ширваншах в 1063—1096 роках, дербентський емір в 1066—1074 роках (з невеличкими перервами). Вів тривалу боротьбу з Шеддадідами та Сельджукидами. Зумів розширити владу в Дагестані та Аррані. Був покровителем митців та поетів, які писали хвалебні оди ширваншаху арабською мовою, найвідомішим з них був ал-Газзі.

## Життєпис

### Війна з Гянджійським еміратом
Походив з династії Кесранідів. Син ширваншаха Салара I та доньки Піружи, правителя Саріра. У 1063 році після смерті батька успадкував трон Ширванської держави. У березні того ж року Абу'л-Асвар Шавур I Шеддадід, емір Гянджі, вдерся до Ширвану і захопив фортецю Куйламіян. Пізніше він взяв в облогу столицю держави — Язідію. Зумів захопити власну доньку — удову Салара I. У липні Ширван знову було атаковано гянджійським еміром. Ворог сплюндрував значну територію Ширванської держави. Фарібурз I спрямував сина Афрідуна за допомогою, втім володар Саріра відмовився допомогти.
У січні 1064 року Шавур I знову атакував землі Фарібурза I, захопивши Катран і Хамаван. Ширваншах вимушений був сплатити 40 тисяч динарів та погодитися на втрату захоплених територій, щоб припинити війну. У липні того ж року уклав з Шавуром I перемир'я, за яким повернув собі фортецю Куйламіян.

### Дербентський емір
Замирення з Шеддадідом дозволило Фарібурзу I почати активну зовнішню політику. У 1065 році здійснив похід на Дербентський емірат, втрутившись у боротьбу за трон між Мансуром II і Абд аль-Маліком III. У липні 1065 року здійснив похід на Маскат, одне з володінь емірату. Він розбив табір на березі Самура і відправив війська на Дербенд. У відповідь мешканці Дербенда звільнили з ув'язнення стрийню ширваншаха — Шамкуйе і разом з її майном передали Фарібурзу I. Останній повернувся до Язідії. Невдовзі емір Абд аль-Малік III взяв в облогу Шабаран, біля якого ширваншах завдав супротивникові рішучої поразки, захопивши того у полон. Невдовзі Фарібурз I зайняв Дербент, ставши його володарем.. Після цього жителі Дербенда погодилися здати місто ширваншаха. 30 січня 1066 року правителем Дербенда був призначений син Фарібурза — Афрідун.

### Війна з тюрками
У 1066 році в Ширван вторглися тюрки на чолі із Кара-Тегіном. Вони пограбували кочовища курдів і вивезли велику здобич. 22 листопада 1066 року тюрків Кара-Тегін разом зі стрийком ширваншаха Мамланом вторгся в Ширван вдруге. Кара-Тегін взяв в облогу міста Язідію і Баку, сплюндрувавши значні області. Частково також було пограбовано Дербентський емірат.
1067 року Фарібурзу I вдалося вбити Мамлана. Після цього тюрки спустилися до берегів річки Кура і перейшли на інший берег. Невдовзі ширваншах спробував захопити замок Даскарат ал-Хусейн, який зумів захопити Аґсартан I, цар Кахетії. Проте облога була невдалою. Цього ж року тюрки на чолі з Каймасом і Кара-Тегіном знову виступили проти Ширвана. Фарібурз I вимушений був видати стриєчну сестру за Кара-Тегіна та погодитися на сплату щорічної данину (мал) у 30 тис. динарів. Вже в серпні 1067 року помер Каймас, якого ймовірно було отруєно.
Сподівався використати тюрків Кара-Тегіна проти Сельджукидів, що захопили Персію, проте без успіху. Наприкінці 1067 року до Південного Азербайджану прибув сельджуцький султан Алп-Арслан, владу якого визнав Фарібурз I.

### Боротьба за Дербент
1068 року ширваншах супроводжував сельджуцьке військо у поході проти Картлійського царства. Того ж року за скаргами мешканців Дербенту султан Алп-Арслан наказав арештувати ширваншаха, який втратив трон Дербенту. Брат ширваншаха Гуждахам захопив скарбницю та втік до Лакзу. Незабаром султан Алп-Арслан звільнив Фарібурза I і зобов'язав його платити щорічно велику суму грошей. У листопаді того ж року виступив проти Дербенту, завдавши мешканцям поразки. Невдовзі було захоплено сам Дербент, де намісником ширваншах залишив сина Афрідуна.
1070 року проти ширваншаха виступив гянджійський емір Фадл II, що з'єднався з Абд аль-Маліком III, який зумів відновитися на троні Дербенту. Втім ширванські війська здобули перемогу, відновивши владу в Дербенті 1071 року. У листопаді того ж року за наказом султана Алп-Арслана намісником Дербента було призначена Бугу. Тому Афрідун в січні 1072 року змушений був здати фортецю і повернутися до Ширвану. У червні 1072 року ширваншах спільно з Фадлом II захопив замок Малуг у шекінського володаря Ахсартана.

### Новий конфлікт з тюрками
У 1074 році в Ширван прибули тюркські війська на чолі з Арґар ібн Бугу. Він заявив що, султан призначив його правителем Ширвана. Втім Фарібурз I спочатку подарунками і грошима схилив Аргара на свій бік, а потім несподівано запроторив того у в'язницю. Незабаром він зрозумів свою помилку і розпорядився звільнити Арґара. У відповідь той разом зі своїм військом розграбував Ширван у 1075 році.

### Останні роки
Але Фарібурз I зумів зберегти владу в своїх володіннях. Незабаром за цим встановив зверхність над зайнятими Східним і Західним Лакзом. У 1080-х роках знову приєднав область Мугань, допомагав Сельджукидам знищити Гянджійський емірат. Помер 1096 року. Йому спадкував син Манучехр II.